# Роша Лима, Энрике
Энрике Роша Лима (да Роха Лима, да Рохе Лима, Роха-Лима, Роша-Лима) (порт. Henrique da Rocha Lima; 24 ноября 1879, Рио-де-Жанейро, Бразилия — 12 апреля 1956, Сан-Пауло) — бразильский врач-инфекционист, патологоанатом и микробиолог, доктор медицины, профессор. Известен своими работами по изучению возбудителя эпидемического сыпного тифа, который он выделил в чистой культуре.

## Биография
После окончания медицинской школы в Рио-де-Жанейро избрал для дальнейшей медицинской деятельности — инфекционные болезни и патологическую физиологию.
В 1902 году он уехал в Германию, где посещал несколько курсов в рамках учебной программы по медицине. Работал в микробиологических лабораториях Берлинского института гигиены и патологии.
В 1902 году вернулся в Бразилию.
Был одним из основателей Федерального института сывороточной терапии (позднее переименованный в Институт Освалду Круза), где позже работал в качестве профессора патологии вместе с другими известными бразильскими исследователями, такими как Освальду Круз, Адольфо Лутц и Карлос Шагас (открыватель болезни Шагаса.) в области микробиологии, иммунологии и инфекционных заболеваний.
Работал в институте в течение 6 лет. Вместе с Алкидесом Годо и Карлосом Шагасом учёные создали одну из первых вакцин против чумы. Энрике Роша Лима тогда же познакомился с С. Провачеком и стал его учеником. В этот период времени он начал изучать клинические проявления и патологоанатомические изменения у больных жёлтой лихорадкой. Его данные о болезни были убедительными, но некоторое время их не восприняли учёные Бразилии, однако 1905 после вмешательства бюро социальной гигиены Джона Рокфеллера значение работы Роша Лима было оценено в должной степени.
В 1906 учёный исследовал возбудитель гистоплазмоза, ранее ошибочно отнесенного к туберкулёзу и доказал, что он является патогенным грибком.
В 1906 Роша Лима вновь отправился в Германию, чтобы работать ассистентом профессора Германа Дюрка в Йенском университете. Он стал одним из тех учёных, которые способствовали научному успеху Бразилии на XIV Международном конгрессе гигиены и демографии, а также на выставке гигиены, которая проходила в Берлине в 1907 году. Бразилия получила тогда золотую медаль.
В сентябре 1909 да Роше Лима был назначен на должность руководителя нового отдела патологии в Институте корабельных и тропических болезней («Institut für Schiffs- und Tropenkrankheiten») в Гамбурге. Этот институт был позже переименован в Институт тропической медицины имени Бернхарда Нохта («Bernhard Nocht Institute für Tropenmedizin») в честь своего основателя.
В Гамбурге да Роша Лима работал вместе со Станиславом фон Провачеком, и вместе они описали возбудителя эпидемического сыпного тифа. В дальнейшем да Роша Лима выделил его в чистой культуре.
В 1914 году они вместе провели исследование эпидемии этой болезни в Стамбуле, куда их направило немецкое правительство. После этой командировки он некоторое время работал в военном госпитале в Гамбурге. В 1915 году состоялась очередная командировка вместе с Провачеком. Во время работы в тюремной больнице в Котбусе, изучая вспышку болезни среди русских военнопленных, оба учёных заразились эпидемическим сыпным тифом. С. Провачек умер от тифа 17 февраля 1915, а да Роша Лима — выздоровел.
В 1915—1916, завершая работы Х. Т. Риккетса и С. Провачека, он выделил возбудителя сыпного тифа и дал ему название (риккетсия Провачека).
Позже учёный описал возбудителя Траншейной (Волынской) лихорадки Rickettsia quintana (ныне Bartonella quintana).
В 1917—1918 годах, проводя опыты на морских свинках, да Роша Лима впервые успешно осуществил предохранительные прививки против сыпнотифозной инфекции убитой вакциной из риккетсий, накопленных в желудке зараженных вшей, показав одновременно безвредность такой вакцины для человека.
Известен также работами по проблемам американского трипаносомоза (болезнь Шагаса), гистоплазмоза и бластомикоза.
Да Роше Лима был одним из основателей и членом редколлегии Гамбургского медицинского журнала в 1923 году. Был ответственным за содействие публикаций бразильских исследователей, статей на португальском языке и обзорах бразильских и южноамериканских местных медицинских журналов.
До 1928 работал в Германии. Вернувшись на родину продолжил работу в институте Освальду Круза, где проводил глубокие исследования по патологической гистологии нервной системы вместе с неврологом Альфонсом Якобом из Гамбургского университета. Позже да Роша Лима был назначен на должность руководителя отдела в открытом в 1927 Институте биологии животных в Сан-Пауло, который он возглавлял до 1933 года.
Энрике Роша Лима принял участие в развитии медицинского образования в Школе медицины Паулиста и Университета Сан-Паулу. Он был также президентом Бразильского общества содействия развитию науки.

## Награды
Энрике Роша Лима удостоен многих научных наград и отличий, в частности, кайзер Вильгельм II наградил учёного Железным крестом Германской империи за исследования, которые были связаны с исключительным риском для жизни исследователя, благодарность Немецкого Красного Креста, благотворительную медаль Папы Пия XI, медаль за выдающиеся исследования в области тропических болезней имени Бернхарда Нохта (1928), а также избран членом Немецкой академии естественных наук. В 1952 ему была присуждена степень доктора Honoris Causa Гамбургского университета.
В 1938 да Роша Лима получил от Гитлера специально созданную для граждан ненемецких национальностей награду — титул Кавалера ордена Немецкого орла, который был введен для празднования лиц, совершивших открытие, которые улучшили жизнь в Германии. Предполагают, что Энрике Роша Лима принял эту награду из-за своего разочарования отсутствием адекватного, с его точки зрения, признания в мировой медицине и науке.
В 1935 году имя Энрике Роша Лима было присвоено нематоде Terranova rochalimai.
В 1966 изображение Энрике Роша Лима помещено на почтовую марку Бразилии.